# John Rogers (Gouverneur)

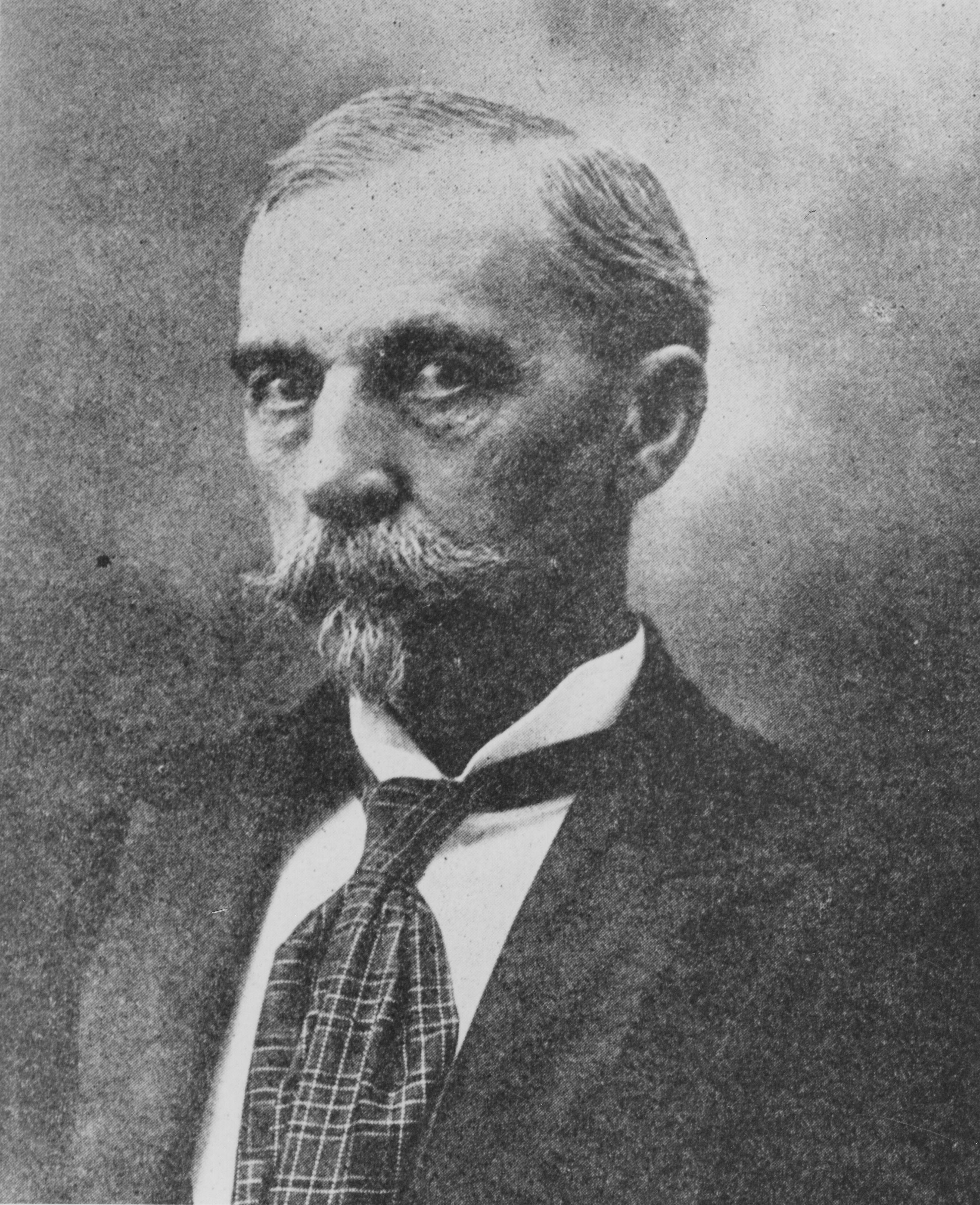
John Rankin Rogers

John Rankin Rogers (* 4. September 1838 in Brunswick, Maine; † 26. Dezember 1901 in Washington) war ein US-amerikanischer Politiker und von 1897 bis 1901 der dritte Gouverneur des Bundesstaates Washington.

## Frühe Jahre
Rogers absolvierte zunächst eine Lehre als Apotheker. Danach arbeitete er in verschiedenen Stellungen, ehe er in Kansas eine Farm erwarb. In Wichita erwarb er die Zeitung „Kansas Commoner“, in der er zunächst die Union Labor Party und später die Farmer’s Alliance, die Partei der Farmer, unterstützte. Aus dieser entstand dann die Populist Party, die vor allem die Interessen der Farmer und der kleinen Leute vertrat. Nachdem er seine Farm aufgeben musste, zog er nach Puyallup im Staat Washington, wo er ins Handels- und Immobiliengeschäft einstieg. Auch in Washington unterstützte er die Farmer und half beim Aufbau ihrer Partei in diesem Staat. 1894 wurde er als Abgeordneter dieser Partei in das Staatsparlament gewählt; zwei Jahre später wurde er zum neuen Gouverneur gewählt.

## Gouverneur von Washington
Rogers trat sein neues Amt am 11. Januar 1897 an. Als Gouverneur setzte er sich für die Ziele der Farmer und der Populistischen Partei, die in manchen Gegenden auch unter dem Namen Peoples Party auftrat, ein. Ein anderer Schwerpunkt seiner Regierung war die Schulpolitik. Hier unterstützte er den so genannten „School Boy Act“, ein Gesetz, das er bereits in seiner Zeit im Staatsparlament mit vorbereitet hatte. Dabei ging es um die gerechte Schulbildung im ganzen Staat, unabhängig vom jeweiligen Steueraufkommen der Region. Zu diesem Zweck wurde ein Ausgleichssystem geschaffen, das allen Landesteilen genug Geld für die Schulen zur Verfügung stellte. Unabhängig davon trat der Gouverneur für eine starke und wirtschaftsorientierte Regierung ein. Als Anhänger des nationalen Gedankens jener Zeit unterstützte er außenpolitisch die militärische Expansion. Das betraf in seinen Jahren vor allem den Spanisch-Amerikanischen Krieg, der im Jahr 1898 ausbrach. In den Jahren 1897 bis 1899 wuchs die Stadt Seattle als Ausgangspunkt vieler Goldsucher, die im Klondike-Goldrausch ihr Glück versuchten, rasch an. Im Jahr 1899 wurde der Mount-Rainier-Nationalpark eröffnet.
Nachdem die Populist Party gegen Ende des 19. Jahrhunderts in der Demokratischen Partei aufgegangen war, wurde auch Rogers Mitglied dieser Partei, die ihn im Jahr 1900 für die Wiederwahl nominierte. Rogers trat seine zweite Amtszeit im Januar 1901 an, verstarb aber nach knapp einem Jahr am 26. Dezember 1901. Er war mit Sarah Greene verheiratet, mit der er sechs Kinder hatte.